# Maracaynatum
Maracaynatum is een geslacht van hooiwagens uit de familie Samoidae.
De wetenschappelijke naam Maracaynatum is voor het eerst geldig gepubliceerd door Roewer in 1949. 

## Soorten
Maracaynatum omvat de volgende 6 soorten:
- Maracaynatum cubanum
- Maracaynatum linaresi
- Maracaynatum mariaeteresae
- Maracaynatum orchidearum
- Maracaynatum stridulans
- Maracaynatum trinidadense